# 미스피츠 (영화)
"미스피츠(영어: The Misfits)는 2021년 공개된 미국의 하이스트 영화이다.

## 출연
- 피어스 브로스넌 - 리처드 페이스 역
- 레미 제이버 - 프린스 역
- 허마이어니 코필드 - 호프 역
- 제이미 정 - 바이올렛 역
- 마이크 디 안젤로 - 윅 역
- 팀 로스 - 슐츠 역
- 닉 캐넌 - 링고 역